# Прелазак Рајне 406.
Прелазак Рајне 406. је назив за масовни прелаз реке Рајне од стране германских народа Вандала, Алана и Свева 406. (или 405.) и почетак инвазије тадашње Галије, а који се традиционално узима као коначни колапс дотадашњег римског Лимеса, односно почетак процеса који ће довести до пада Западног римског царства.
Рајна, која је од 1. века установљена као граница Римског царства је и раније више пута била прелажена од стране германских нападача, али су Римљани у правилу били у стању сузбити те нападе, односно протерати Германе са друге стране границе. То се наставило чак и када је Римско царство значајно ослабило, тако да је Јулијан Апостата пола века раније код Аргенторатума успео протерати Алемане. Међутим, даље слабљење Царства, а заједно са њиме и опадање морала и борбене квалитете римских трупа је терало римске цареве да варварске нападе, а што је укључивало подручје Рајне, сузбијају и поткупљивањем варварских поглавица, односно узимањем варвара у војну службу, па чак и њиховим насељавањем граничних подручја која је требало да бране. У 4. веку су на тај начин као федерати кооптирани Франци, који су се населили на левој обали Рајне, односно на подручју данашње јужне Низоземске.
Таква политика се, међутим, показала неадекватном за околности које је у последњој четвртини 4. века изазвала инвазија Хуна у источну Европу, која је натерала тамошње Готе да уточиште потраже на западу и тако започела ланчану реакцију познату као Велика сеоба народа. Римска је граница већ колабирала на Дунаву када су Визиготи у бици код Хадријанопоља и готском рату изборили право да се трајно насељавају унутар римских граница створивши својеврсну "државу у држави" и давши тако пример својим варварским суседима и сународницима. Визиготи су на источном Балкану 395. дигли устанак против римске власти и покренули велику миграцију на запад која је коинцидирала са поделом Царства на Западно и Источно, при чему је западна половина била сиромашнија и као таква мање способна одупрети се све бројнијим и одлучнијим нападачима. Визиготи су тако освојили највећи део западноримских подручја у Илирику, док су северно од њих на западноримске границе нападали Вандали. Иако је западноримска војска под Стилихоном 402. и 403. успели зауставити визиготски пробој на запад у Италију, била је превише исцрпљена да би могла зауставити сличне нападе на северним границама.
Према наводима историчара Проспера Аквитанског, прелазак Рајне се догодио на последњи дан, односно 31. децембра године 406. Савремени историчари претпостављају да се за прелазак користио један од тада постојећих римских мостова, или да је површина реке била замрзнута. Неколико месеци раније, у августу 406. је дошло до велике провале германских племена, највероватније Вандала под Радагајстом у Италију, а које је западноримски војсковођа Стилихон разбио уз помоћ Хуна. Када су се пак Вандали и њихови савезници, које је водио краљ Годигисел, појавили на римској граници, тамошње римски гарнизони, чије је људство било на југу под Стилихоном, није им се могло супротставити. Једини отпор су, према наводима тадашњих историчара, пружиле локалне франачке милиције које су успеле убити Годигисела, али не и зауставити нападаче. Након тога више ништа није стајало на путу великој германској хорди која је могла слободно пљачкати и пустошити подручја Галије.
Раније када би се догодио такав пробој римских граница, криза је била привременог карактера те би се отклонила успешном римском противофанзивом, поткупљивањем нападача или једноставно тако што би се нападачи задовољили пљачком и вратили на другу страну границе. Овај пут, међутим, Германи су били мотивирани притиском од стране Хуна те су намеравали трајно остати у новоосвојеним подручјима, односно наставили су се кретати на запад и југ. Западноримска власт, пак, више није била у стању реаговати; године 408. је убијен Стилихон, једини војсковођа са довољно ауторитета и талента да их војно сузбије, а године 410. су Визиготи заузели и опустошили Рим, узроковавши потпуни финансијски и политички колапс царских институција. Германска племена у Галији су тако de facto освојила Галију, и једино их је недостатак интереса да наметну своје политичке институције спречио да тада у потпуности униште Западно царство.
Миграција се наставила и до 409. су Вандали, Алани и Свеви дошли до Хиспаније, где ће им се касније придружити и Визиготи након пљачкања Италије. На подручјима кроз која су пролазили су локални римски функционари покушавали пронаћи модус вивенди са освајачима или, остављени сами себи, створити властите мини-државе у недостатку ефикасне централне власти. Колапс на Континенту изазван германском инвазијом је, пак, учинио римску власт над Британијом неиздржљивом, те су се око 410. одатле повукле последње римске трупе. Вандали који су прешли Рајну су, пак, из Хиспаније наставили миграцију те прешли у северну Африку 429. где ће створити нову државу и тако додатно убрзати коначни слом Западног римског царства.

## 406. или 405?
У чланку Мајкла Куликовског изнета је тврдња да верзија догађаја о преласку 31. децембра 406. има мањкавости и да је његов закључак да је датум прелазка 31. децембра 405. године више у складу са хронологијом догађаја.
Датум 31. децембар 406. даје Проспер Аквитански у својој годину-по-годину хроници: „У шестој години конзулства Аркадија и Проба, Вандали и Алани су дошли у Галију, прешавши Рајне, дан пре јануарских календи" Шеста година Аркадијевог конзулства, са Пробом као својим ко-конзулом, одговара 406. години. Проспер је истакао Радагајстова инвазија Италије најзначајнији догађај претходне године и исправно наводи следећу годину (407) као годину Константинове узурпације. Куликовски тврди да је због природе свог дела које није допуштало да неке године остану празне, Проспер једноставно ове догађаје поделио у три узастопне године, а да је исту ствар радио у другим деловима хронике.
Ако се узме у обзир традиционални датум од 31. децембра 406. неки историчари објашњавају Стилихонову неактивност његовим амбивицијама у Илирику. Ако се узме датум од 31. децембра 405. Стилихон је тада био у Тусцији потпуно заокупљен борбом против Радагајста, који није био коначно потучен и погубљен до августа 406. Куликовски такође ставља акламацију првих узурпатора у Британији као реакцију на варварским присуство у Галији, након германског преласка Рајне.